# Čevljekljun
Čevljekljun (znanstveno ime Balaeniceps rex) je ptič iz reda močvirnikov (Pelecaniformes), ki živi v vlažnih tropskih predelih Vzhodne Afrike, prepoznaven pa je predvsem po telesni velikosti in ogromnem, čevlju podobnem kljunu, po katerem je dobil tudi ime. Je edini še živeči predstavnik svojega rodu (Balaeniceps) in tudi družine (Balaenicipitidae), najbližje soroden ptiču senčarju (Scopus umbretta).

## Telesne značilnosti
Po telesni zgradbi je nezamenljiv. Poleg ogromnega kljuna, kakršnega nima noben drug ptič, je opazen tudi po velikosti: v mirovanju dosežejo osebki 110–140 cm v višino, največji pa tudi prek metra in pol. Ogromen, nabrekel kljun je rjavkaste barve z nepravilnimi sivkastimi znamenji; goli del meri po zgornji strani v dolžino do 24 cm in ga že po tem prekašajo le pelikani in največje štorklje, po obsegu pa le malokateri ptič. Ima ostre robove, s katerimi čevljekljun razkosa svoj plen. Tudi noge čevljekljuna so dolge, z izredno velikimi stopali, kjer srednji prst meri tudi do 18,5 cm, kar pripomore pri hoji po močvirnatih tleh. Po drugi strani je vrat nekoliko krajši in debelejši kot denimo pri čapljah in žerjavih.
Operjenost je siva, s temnejšimi letalnimi peresi. Peruti so velike, prilagojene za jadranje, a večinoma leti le na krajše razdalje, le ob nevarnosti do nekaj sto metrov daleč.

## Razmnoževanje
Čevljekljuni so samotarski in tudi gnezda gradijo na samem, iz vodnega rastlinja. Par vzpostavi teritorij velikosti 2 do 4 km² in ga agresivno brani pred drugimi čevljekljuni. Samica izleže eno do tri jajca tik pred koncem deževnega obdobja, tako da se mladiči izvalijo na začetku naslednjega, preživi pa praviloma le eden. Spelje se po približno 105 dneh in spretno leti pri starosti 112 dni, vendar ga starša hranita še kak mesec. Spolno zreli postanejo pri starosti treh let.

## Ekologija in razširjenost
Živi v močvirjih tropskega dela Srednje Afrike, od juga Sudana preko Vzhodnega Konga, Ruande, Ugande in zahoda Tanzanije do severa Zambije. Glavnina populacije živi v obsežnih močvirjih Južnega Sudana, lažje pa ga je opazovati v mokriščih sosednje Ugande, kjer je eden od najbolj iskanih ptičev pri turistih. Drugje se pojavlja kvečjemu občasno. Ni selivka, populacije se premikajo le priložnostno, odvisno od dostopnosti hrane in drugih pogojev.
Območje razširjenosti v veliki meri sovpada z razširjenostjo strnjenih sestojev papirjevca v mokriščih, kjer raste tudi trstičevje. Redkeje se pojavlja na riževih poljih. Je pretežno ribojed ptič, ki preferira ribe pljučarice, tilapije in podobne afriške sladkovodne ribe do pol metra dolžine, napada pa tudi vrsto drugih živali, kot so dvoživke in plazilci. Ogromen kljun z ostrimi robovi omogoča čevljekljunu, da lovi večji plen kot čaplje podobnih velikosti. Lovi sicer podobno kot čaplje: potrpežljivo stoji na bregu ali plavajočem rastlinju in ko pride riba po zrak, bliskovito iztegne vrat ter jo zgrabi s kljunom.
Številčnost populacije ocenjujejo na 5000 do 8000 osebkov, od tega glavnina živi v Sudanu, Ugandi, Vzhodnem Kongu in Zambiji. Območje razširjenosti je veliko, vendar čevljekljune ogrožajo lov, motenje gnezditve in krčenje habitata, zato ga Svetovna zveza za varstvo narave obravnava kot ranljivo vrsto.